# Vorotniv, Luțk
Vorotniv (în ucraineană Воротнів) este un sat în comuna Lîșce din raionul Luțk, regiunea Volînia, Ucraina.

## Demografie
Componența lingvistică a localității Vorotniv
     Ucraineană (99,76%)
     Alte limbi (0,24%)
Conform recensământului din 2001, majoritatea populației localității Vorotniv era vorbitoare de ucraineană (99,76%), existând în minoritate și vorbitori de alte limbi.